# Cabo Sheridan

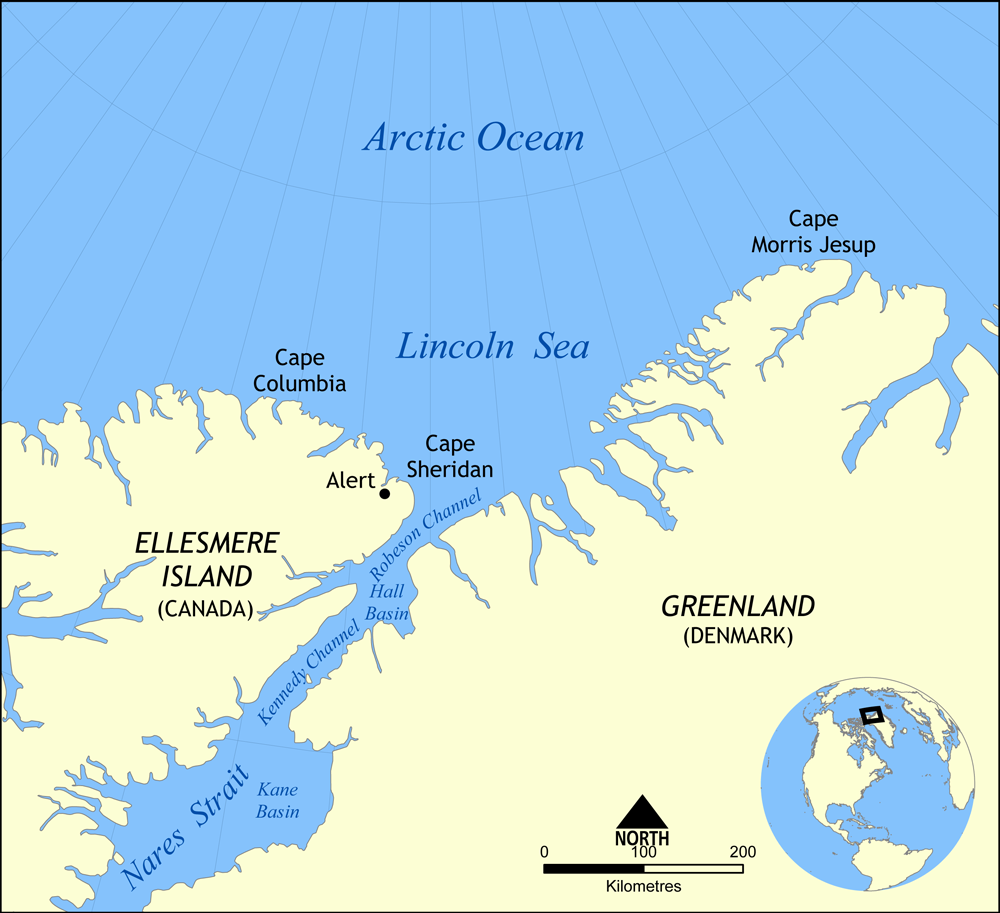
Mapa do cabo Sheridan e mar de Lincoln.

O cabo Sheridan é um cabo na costa nordeste da ilha de Ellesmere, no nordeste do Canadá, sobre o mar de Lincoln no oceano Ártico. Fica na foz do rio Sheridan, na margem ocidental. É um dos pontos em terra mais próximos do Polo Norte geográfico, distando cerca de 840 km. O cabo Columbia, na mesma ilha mas para nordeste, fica cerca de 75 km mais perto do Polo Norte.
O cabo Sheridan foi o local onde Robert Peary passou a fase final da alegada conquista do Polo Norte em 1908/1909; o depósito do cabo Sheridan ficava aqui situado.
Alert, o local permanentemente habitando mais a norte da terra, está situado cerca de 13 km a oeste.